# アレクサンドル・ジャン＝バティスト・ブルン
アレクサンドル・ジャン＝バティスト・ブルン（Alexandre Jean-Baptiste Brun、1853年11月3日 - 1941年11月5日）はフランスの画家、イラストレータである。海洋画や蘭を描いた作品などで知られる。

## 略歴
マルセイユで生まれた。パリ国立高等美術学校でアレクサンドル・カバネルやカロリュス＝デュラン、フェリックス・ブラックモンに学んだ。
1877年にフランス芸術家協会のメンバーになり、芸術家協会の展覧会に、1934年までほぼ毎年、出展した。1881年と1882年にはロンドンのロイヤル・アカデミー・オブ・アーツの展覧会に出展し、1889年のパリ万国博覧会に出展した。
ブルンは熟練したヨット乗りであったため、海洋学者として知られるモナコ公アルベール1世の海洋調査の航海に参加した。アルベール1世が資金を提供したパリの海洋学研究所の大講堂の壁画制作の注文も受け、ルイ・ティナイエール(Louis Tinayre: 1861–1942)とともに制作した。ロスチャイルド家のメンバーからも注文を受け、風景画や肖像画を描き、友人の蘭収集家が栽培した蘭のコレクションを水彩で描いた。
多くの海洋に関する絵画を描いた。作品の中にはフランスのカルノー大統領がイギリス船「フォーミダブル」を訪れた情景を描いた作品もある。事典などの書籍や、「 イリュストラシオン」や「ル・モンド・イリュストレ」、「 Yacht」といった雑誌の挿絵も描き、海運会社のポスターも制作した。

## 作品

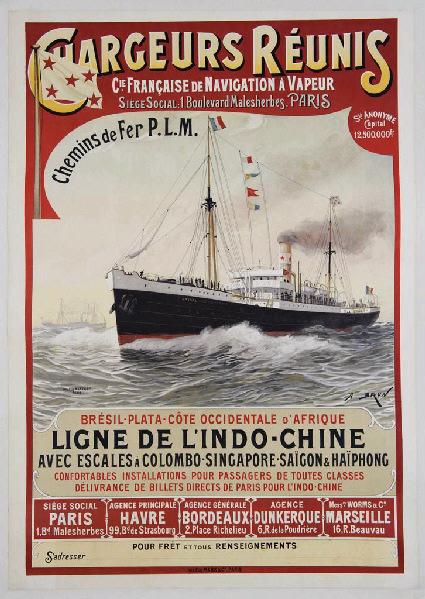
海運会社ポスター
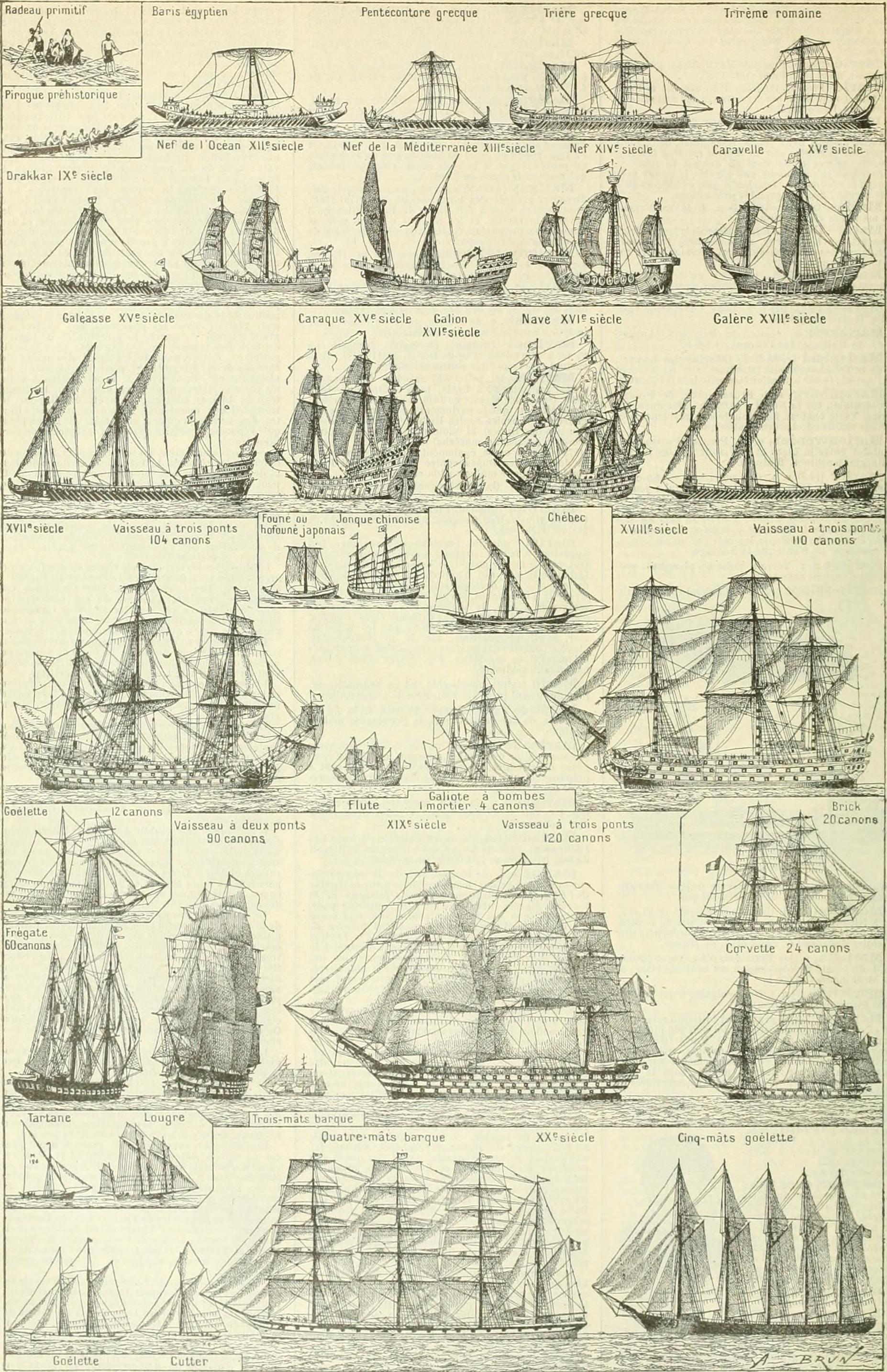
百科事典挿絵
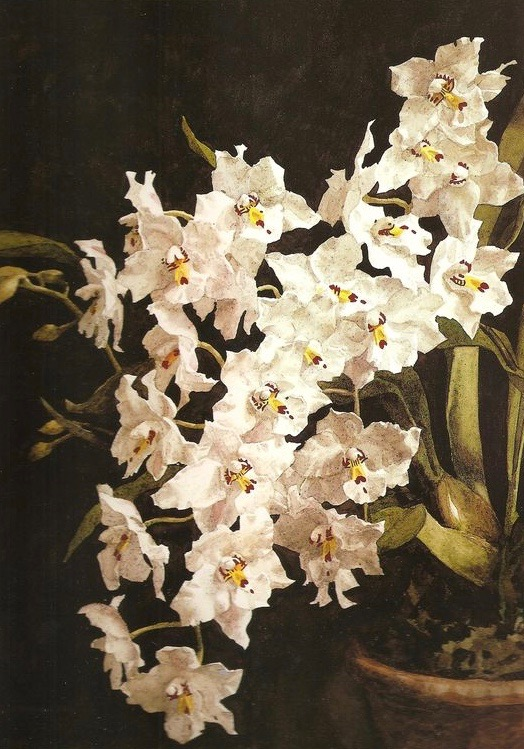
Odontoglossum cirrhosum（南米産の蘭）
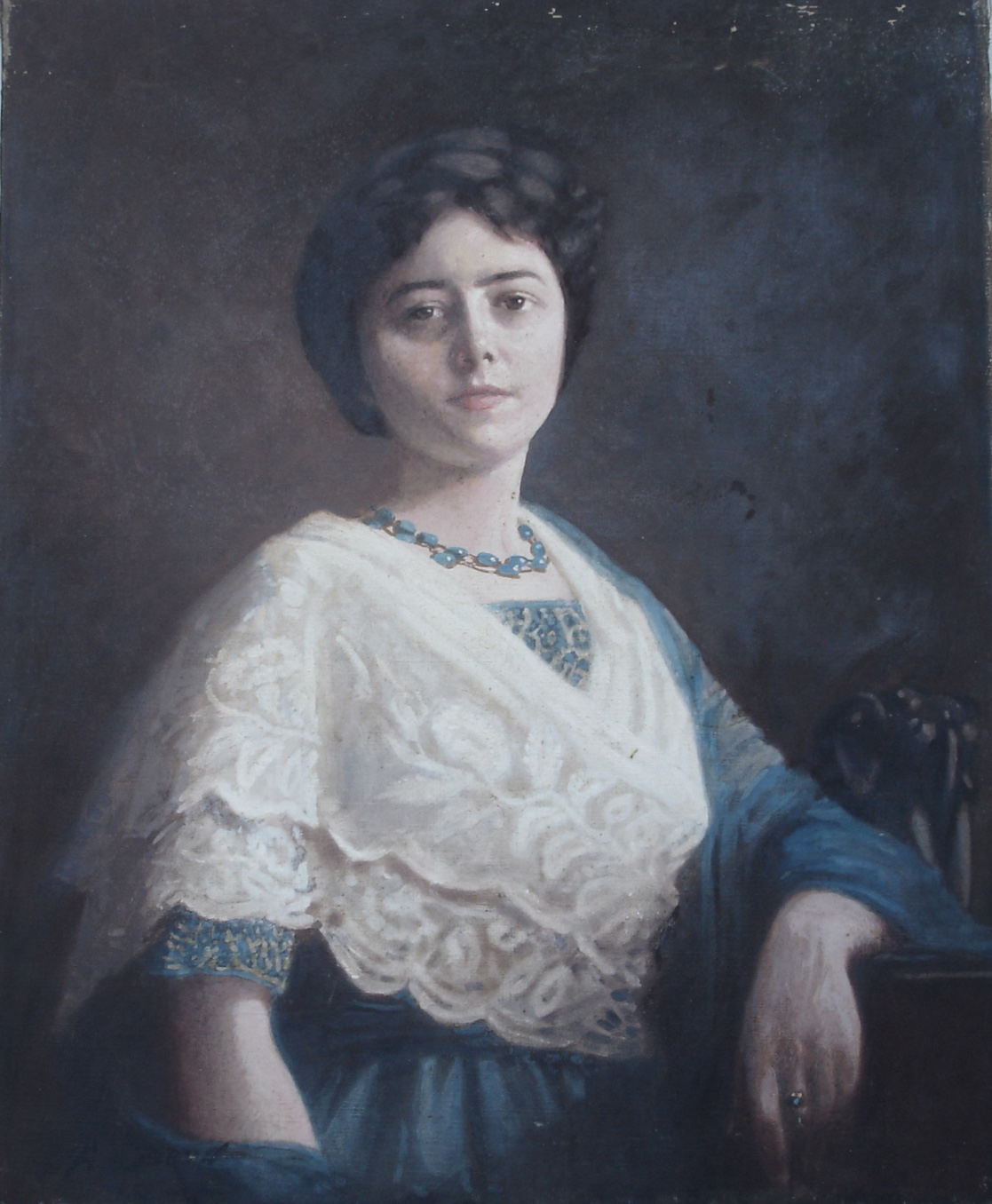
肖像画